# Cypryjski Komitet Olimpijski
Cypryjski Komitet Olimpijski (gr.Κυπριακή Ολυμπιακή Επιτροπή) – stowarzyszenie związków i organizacji sportowych z siedzibą w Nikozji, zajmujące się organizacją udziału reprezentacji Cypru w igrzyskach olimpijskich i europejskich oraz upowszechnianiem idei olimpijskiej i promocją sportu, a także reprezentowaniem cypryjskiego sportu w organizacjach międzynarodowych, w tym w Międzynarodowym Komitecie Olimpijskim.